# ركوب الفيراري (فلم)
ركوب الفيراري Ferrari Ki Sawaari هو فيلم بوليوودي عن الرياضة من إنتاج عام 2012. الفيلم من إخراج وكتابة راجيش مابوسكار وإنتاج فيدو فينود تشوبرا. صدر الفيلم يوم 15 يونيو 2012.

## روابط خارجية
- الموقع الرسمي
- مقالات تستعمل روابط فنية بلا صلة مع ويكي بيانات
- قالب:Bollywoodhungama
- موقع جماهيري